# 韓国の鉄道駅一覧 か-こ
| あ - お | か - こ | さ - そ | た - と | な - の | は - ほ | ま - も | や - わ行 |

韓国の鉄道駅一覧 か - こは、大韓民国の鉄道駅のうち、か〜こで始まるものの一覧である。
なるべく読みを付け、同名・同表記の駅には事業者名も付した。

## か行
- 加五里駅 - （カオリえき）
- 覚渓駅 - （カッケえき）
- 角山駅 - （カクサンえき）
- 加山デジタル団地駅 - （カサンデジタルダンジえき）
- カジェウル駅 - （カジェウルえき）
- 加佐駅 - （カジュアえき）
- 佳亭駅 - （カジョンえき）
- 佳亭中央市場駅 - （カジョンチュンアンシジャンえき）
- カチウル駅 - （カチウルえき）
- カチ山駅 - （カチサンえき）
- 佳川駅 - （カチョンえき）
- 嘉泉大駅 - （カチョンデえき）
- 佳陵駅 - （カヌンえき）
- 加平駅 - （カピョンえき）
- 甲川駅 - （カプチョンえき）
- 甘三駅 - （カムサムえき）
- 甘田駅 - （カムジョンえき）
- 葛山駅 - （カルサンえき）
- 伽倻駅 - （カヤえき・韓国鉄道公社）
- 伽倻駅 - （カヤえき・釜山交通公社）
- 加耶大駅 - （カヤデえき）
- 加陽駅 - （カヤンえき）
- 可楽市場駅 - （カラクシジャンえき）
- 葛山駅 - （カルサンえき）
- 葛馬駅 -（カルマえき）
- 葛梅駅 -（カルメえき）
- 江景駅 - （カンギョンえき）
- 江口駅 - （カングえき・韓国鉄道公社）
- 間石駅 - （カンソクえき）
- 間石オゴリ駅 - （カンソク・オゴリえき）
- 江西区庁駅 - （カンソグチョンえき）
- 艮峙駅 - （カンチえき）
- 江倉駅 - （カンチャンえき）
- 江村駅 - （カンチョンえき）
- 江東駅 - （カンドンえき）
- 江東区庁駅 - （カンドングチョンえき）
- 江南駅 - （カンナムえき）
- 江南区庁駅 - （カンナムグチョンえき）
- 江南大駅 - （カンナムデえき）
- 江陵駅 - （カンヌンえき）
- 江辺駅 - （カンビョンえき）
- 江梅駅 - （カンメえき）

## き行
- 機張駅 - （キジャンえき）
- 箕城駅 - （キソンえき）
- 器興駅 - （キフンえき）
- 金裕貞駅 - （キミュジョンえき）
- 金堤駅 - （キムジェえき）
- 金泉駅 - （キムチョンえき）
- 金泉（亀尾）駅 - （キムチョンクミえき）
- 金大中コンベンションセンター駅 - （キムデジュンコンベンションセンターえき）
- 金良場駅 - （キムニャンジャンえき）
- 金海市庁駅 - （キメシチョンえき）
- 金海大学駅 -（キメデハクえき）
- キャンパスタウン駅 - （ケンポスタウンえき）
- 橘峴駅 - （キュルヒョンえき）
- 教大駅 - （キョデえき・ソウル交通公社）
- 教大駅 - （キョデえき・大邱交通公社）
- 教大駅 - （キョデえき・釜山交通公社、韓国鉄道公社）
- 京仁教大入口駅 - （キョンインギョデイックえき）
- 京畿広州駅 - （キョンギクァンジュえき）
- 京畿道庁北部庁舎駅 - （キョンギドチョンブップチョンサえき）
- 慶山駅 - （キョンサンえき）
- 慶州駅 - （キョンジュえき）
- 慶星大・釜慶大駅 - （キョンソンデ・プギョンデえき）
- 警察病院駅 - （キョンチャル・ピョンウォンえき）
- 軽電鉄議政府駅 - （キョンジョンチョルウィジョンブえき）
- 慶大病院駅 - （キョンデビョンウォンえき）
- 景福宮駅 - （キョンボックンえき）
- 競馬公園駅 - （キョンマゴンウォンえき）
- 吉洞駅 - （キルトンえき）
- 吉音駅 - （キルムえき）
- キンテックス駅 - （キンテックスえき）
- 金浦空港駅 - （キンポゴンハンえき）

## く行
- 果川駅 - （クァチョンえき）
- 冠岳駅 - （クァナクえき）
- 鳩岩駅 - （クアムえき）
- 九岩駅 - （クアムえき）
- 広安駅 - （クァンアンえき）
- 光云大駅 - （クァンウンデえき）
- 光教駅 - （クァンギョえき）
- 光教中央駅 - （クァンギョジュンアンえき）
- 光州駅 - （クァンジュえき）
- 光州松汀駅 - （クァンジュソンジョンえき）
- 光州松汀駅駅 - （クァンジュソンジョンニョクえき）
- 広川駅 - （クァンチョンえき）
- クァンナル駅 - （クァンナルえき）
- 光化門駅 - （クァンファムンえき）
- 広興倉駅 - （クァンフンチャンえき）
- 光明駅 - （クァンミョンえき）
- 光明サゴリ駅 - （クァンミョンサゴリえき）
- 光陽駅 - （クァンヤンえき）
- 九一駅 - （クイルえき）
- 九宜駅 - （クウィえき）
- 槐亭駅 - （クェジョンえき）
- 掛法ルネシテ駅 -（クェボプルネシテえき）
- 国会議事堂駅 - （ククェウィサダンえき）
- 国際業務地区駅 - （ククチェオンムジグえき）
- 国際金融センター・釜山銀行駅 - （ククチェグムニュンセントプサヌネンえき）
- 亀山駅 - （クサンえき）
- 久瑞駅 - （クソえき）
- 駒城駅 - （クソンえき）
- 菊秀駅 - （クッスえき）
- 亀南駅 - （クナムえき）
- 旧把撥駅 - （クパバルえき）
- 旧盤浦駅 - （クバンポえき）
- クブンダリ駅 - （クブンダリえき）
- 亀浦駅 - （クポえき）
- 亀尾駅 - （クミえき）
- 亀明駅 - （クミョンえき）
- 金谷駅 - （クムゴクえき・韓国鉄道公社）
- 金谷駅 - （クムゴクえき・釜山交通公社）
- 錦糸駅（クムサえき）
- 衿井駅 - （クムジョンえき）
- 金村駅 - （クムチョンえき）
- 衿川区庁駅 - （クムチョングチョンえき）
- 錦南路5街駅 - （クムナムロオガえき）
- 錦南路4街駅 - （クムナムロサガえき）
- 金蓮山駅 - （クムニョンサンえき）
- 金陵駅 - （クムヌンえき）
- 金湖駅 - （クムホえき）
- 九里駅 - （クリえき）
- 九龍駅 - （クリョンえき・韓国鉄道公社）
- 九龍駅 - （クリョンえき・韓国鉄道公社）
- 掘浦川駅 - （クルポチョンえき）
- 屈峰山駅 - （クルボンサンえき）
- 求礼口駅 - （クレグえき）
- 九老駅 - （クロえき）
- 九老デジタル団地駅 - （クロディジトルダンジえき）
- 群山駅 - （クンサンえき）
- 君子駅 - （クンジャえき）
- 近徳駅 - （クンドクえき）
- 郡北駅 - （クンブクえき）
- 軍浦駅 - （クンポえき）
- 極楽江駅 - （クンナッカンえき）

## け行
- 開雲浦駅 - （ケウンポえき）
- 開琴駅 - （ケグムえき）
- 桂山駅 - （ケサンえき）
- 開花駅 - （ケファえき）
- 開花山駅 - （ケファサンえき）
- 開浦駅 - （ケポえき）
- 開浦洞駅 - （ケポドンえき）
- 開峰駅 - （ケボンえき）
- 啓明大駅 - （ケミョンデえき）
- 桂陽駅 - （ケヤンえき）
- 鶏龍駅 - （ケリョンえき）
- 開籠駅 - （ケロンえき）

## こ行
- 谷山駅 - （コクサンえき）
- 谷城駅 - （コクソンえき）
- 孤山駅 - （コサンえき）
- 巨堤駅 - （コジェえき）
- 巨堤ヘマジ駅 - （コジェヘマジえき）
- 古桟駅 - （コジャンえき）
- 古陳駅 - （コジンえき）
- 高速ターミナル駅 - （コソクトミノルえき）
- 高徳駅 - （コドクえき）
- 古汗駅 - （コハンえき）
- 黔岩駅 - （コマムえき）
- 黔丹梧柳駅 - （コムダンオリュえき）
- 黔丹サゴリ駅 - （コムダンサゴリえき）
- 黔バウィ駅 - （コムバウィえき）
- 顧母駅 - （コモえき）
- 巨余駅 - （コヨえき）
- 高麗大駅 - （コリョデえき）
- コレブル駅 - （コレブルえき）
- 昆池岩駅 - （コンジアムえき）
- 昆弟駅 - （コンジェえき）
- 公州駅 - （コンジュえき）
- 公田駅 - （コンジョンえき）
- 工団駅 - （コンダンえき）
- 乾川駅 - （コンチョンえき）
- 建大入口駅 - （コンデイックえき）
- コンドゥルバウィ駅 - （コンドゥルバウィえき）
- 孔徳駅 - （コンドクえき）
- 孔陵駅 - （コンヌンえき）
- 空港駅 - （コンハンえき・光州交通公社）
- 空港駅 - （コンハンえき・釜山-金海軽電鉄）
- 空港市場駅 - （コンハンシジャンえき）
- 空港貨物ターミナル駅 - （コンハンファムルトミノルえき）